# Ліне (Великопольське воєводство)
Ліне (пол. Linie, нім. Linde) — село в Польщі, у гміні Львувек Новотомиського повіту Великопольського воєводства.
Населення — 282 особи (2011).
У 1975-1998 роках село належало до Познанського воєводства.

## Демографія
Демографічна структура станом на 31 березня 2011 року:
|          | Загалом | Допрацездатний вік | Працездатний вік | Постпрацездатний вік |
| -------- | ------- | ------------------ | ---------------- | -------------------- |
| Чоловіки | 134     | 31                 | 96               | 7                    |
| Жінки    | 148     | 36                 | 79               | 33                   |
| Разом    | 282     | 67                 | 175              | 40                   |